# Louise Michel
Louise Michel (født 29. maj 1830 på Vroncourt-la-Côte i Haute-Marne, død 9. januar 1905 i Marseille) var en fransk anarkist, lærerinde og ambulancefører. Hun brugte ofte pseudonymet "Clémence" og var også kendt som "Den Røde Jomfru af Montmartre".

## Biografi
Michel blev født på slottet Vroncourt-la-Côte (Haute-Marne). Hendes mor hed Marianne Michel og var tjenestepige. Hendes fader hed Etienne Charles Demahis og var slotsfoged.
Michel blev opdraget af sin fars forældre og fik en liberal skolegang. Efter bedstefarens død i 1850 blev hun uddannet lærer, men hendes manglende accept af Napoleon III forhindrede hende i at tjene på en almen statsskole. I 1866 begyndte hun på skole i Montmartre i Paris, hvor hun kom til at arbejde med velgørenhed og revolutionær politik, idet hun var anti-bonapartist. 
Michel blev arresteret i maj 1871 på "Clignancourts barrikaden" og krævede at blive henrettet, men blev i stedet dømt til deportation i Ny Kaledonien. Hun kom tilbage fra deportationen til Paris i 1880, da der blev givet generel amnesti til alle communards.
I 1883 blev Michel i Paris idømt seks års fængsel for tyveri. Hun blev dog løsladt efter tre år på grund af Clemenceaus ihærdighed.
Michel fortsatte sine revolutionære aktiviteter og flyttede til London i 1890 til 1895, hvor hun talte ved flere demonstrationer og drev en friskole. 
Michel døde af lungebetændelse i 1905 i Marseille.